# Neolimnophila capnioptera
Neolimnophila capnioptera là một loài ruồi trong họ Limoniidae. Chúng phân bố ở miền Tân bắc.